# Jacques Teyssier
Jacques Teyssier (Annonay, Ardèche, Rhône-Alpes, 31 de octubre de 1955 - Berlín, 25 de julio de 2009) fue un activista franco-alemán de los derechos LGBT.
De 1996 a 2008 fue miembro de la junta directiva del Lesben- und Schwulenverband in Deutschland LSVD (Asociación gay y lésbica de Alemania). De 1997 a 2005 fue su tesorero. En 2009 fue nombrado presidente de honor del LSVD en reconocimiento a su labor en dicha organización. Representaba a su organización dentro de ILGA e ILGA-Europe.
Uno de sus logros fue que las Naciones Unidas (ECOPSOC) reconocieran al LSVD. Estuvo también implicado en la creación de la Fundación Hirschfeld Eddy, una organización para los derechos humanos.
Desde 1992 Jacques Teyssier vivía con su pareja Volker Beck, un político alemán y uno de los activistas gays más famosos de Alemania. Vivieron en Colonia, París y Berlín. En 2008, tras 16 años juntos, se registraron como pareja de hecho según la ley alemana. Teyssier estudió en la Grande École de Management et de Commerce: EM Lyon - ESC de Lyon y trabajó para una farmacéutica alemana. Fue director general de Madaus Francia.
Jacques Teyssier tomó parte en los eventos por los derechos LGBT en Varsovia, conocidos localmente como la "Parada Rownosci" (Marcha de la Igualdad) en 2005 y 2006 y también en la Marcha del orgullo gay de Moscú en 2006 y 2007. Numerosas fotografías muestran como Teyssier intentaba proteger a Beck de los manifestantes anti-gais. Representó al LSVD en estos eventos.

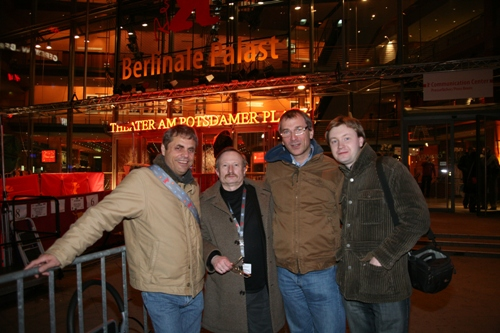
Jacques Teyssier, Vladimir Ivanov, Volker Beck y Nikolai Alekseev en Berlín en febrero de 2007, durante la Berlinale.

En 2008 se le diagnosticó un cáncer, lo que le obligó a realizar un alto en su trabajo. Teyssier falleció debido a esta enfermedad en Berlín el 25 de julio de 2009, a los 53 años de edad.
Hablando desde Moscú, Nikolai Alekseev, jefe organizador de la marcha del orgullo gay de Moscú, dijo sobre la muerte de Teyssier: 

Será difícil para mi volver a Berlín sin poder encontrarme con él, sin poder ver su sonrisa y discutir sobre nuestras historias de activismo con un vaso de vino. Volker y Jacques siempre apoyaron nuestro trabajo, no sólo con palabras, sino también con sus acciones. Me siento terriblemente triste.

Se guardó un minuto de silencio en su honor en la Conferencia de Derechos Humanos de los Outgames. La ciudad de West Hollywood pospuso su reunión el 17 de agosto de 2009 para honrar su memoria.